# Posada Górna

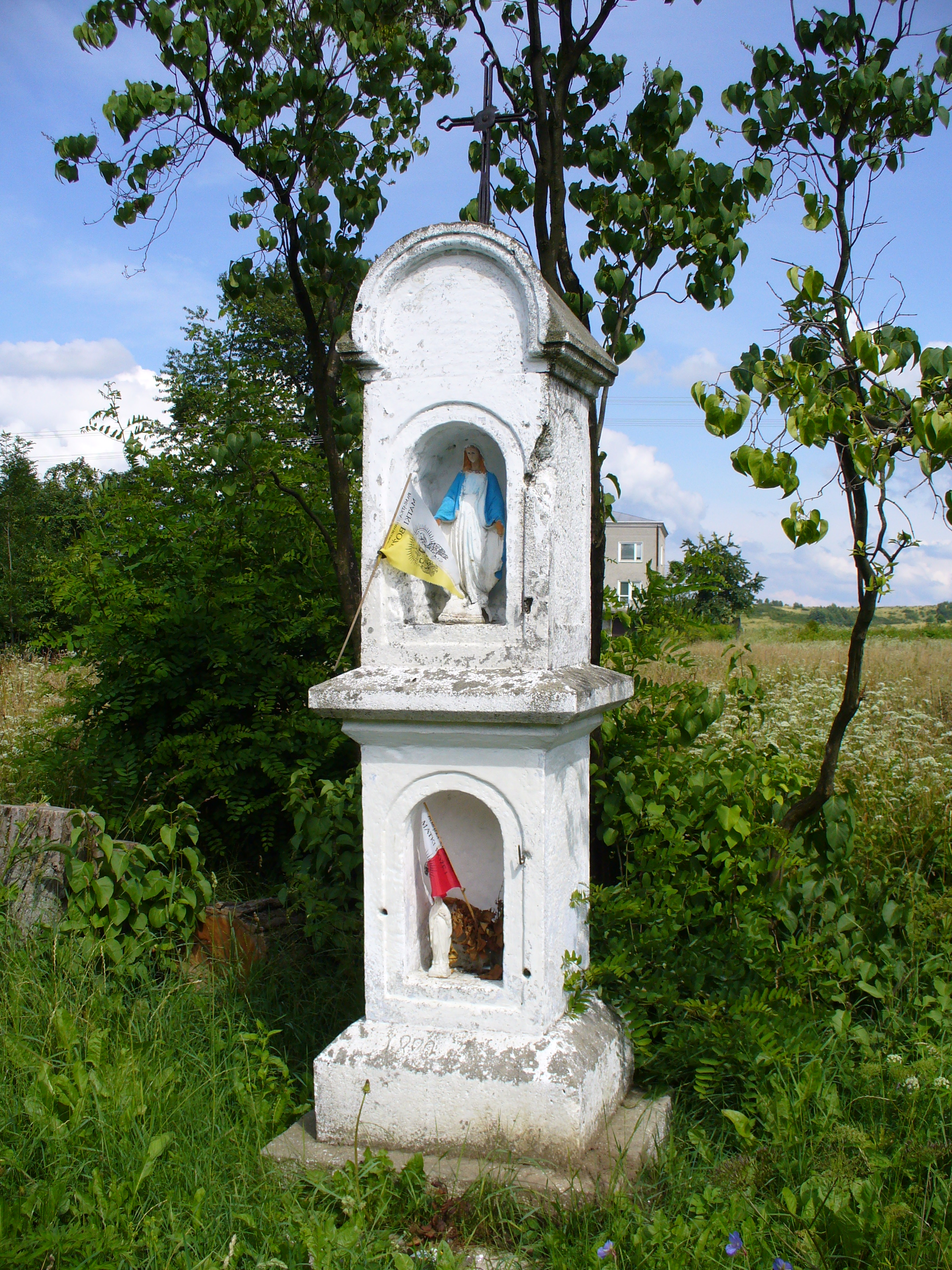
Przydrożna kapliczka

Posada Górna – wieś w Polsce położona w województwie podkarpackim, w powiecie krośnieńskim, w gminie Rymanów. Leży przy DW887.
| SIMC    | Nazwa     | Rodzaj    |
| ------- | --------- | --------- |
| 0358960 | Dziubówka | część wsi |
| 0358977 | Młyn      | część wsi |
| 1042466 | Mury      | część wsi |
| 0358983 | Osiek     | część wsi |

Założona w 1552 na prawie niemieckim. W 1589 określana jest Suburbe-inm Superius.
W połowie XIX wieku właścicielkami posiadłości tabularnej Posada Niżna i Wyżna były Józefa Gorczyńska i Zofia Urbańska. W 1911 właścicielem tabularnym był Jan Potocki, posiadający 266 ha.
Podczas II wojny światowej w Posadzie w domu p. Różowicz („Babci") znajdował się przystanek na konspiracyjnej trasie kurierskiej z Warszawy do Budapesztu.
W latach 1954-1972 wieś była siedzibą gromady Posada Górna. W latach 1975–1998 miejscowość administracyjnie należała do województwa krośnieńskiego.
16 sierpnia 1996, w 120. rocznicę odkrycia zdrojów mineralnych, uchwałą Rady Miejskiej w Rymanowie utworzono wieś Rymanów-Zdrój składającą się z obszarów dotychczasowych wsi Deszno, Wołtuszowa i południowej części wsi Posada Górna (nazwanej Rymanów-Zdrój) o powierzchni 1625 ha.
21 lipca 2010 reaktywowano klub sportowy Beskid Posada Górna.

## Urodzeni w Posadzie Górnej
- Stanisław Czerniec (ur. 1908) – ksiądz, proboszcz i budowniczy kościoła w Bączalu Dolnym
- Paweł Komborski (ur. 1913) – ksiądz, kapelan Armii Krajowej i Batalionów Chłopskich[11]
- Bartłomiej Krukar (ur. 1891) – ksiądz. proboszcz i radny miejski w Sanoku
- Andrej Rudavský (ur. 29 listopada 1933) – słowacki rzeźbiarz i malarz[12][13]
- Karolina Kasperkiewicz (ur. 1924) – uczennica i doktorantka ks. Karola Wojtyły, przełożona generalna Zgromadzenia Służebnic Najświętszego Serca Jezusowego[9]